# Иванов, Борис Андреевич (лётчик)
Иванов Борис Андреевич (07.11.1887 г. — 1958 г. Москва) один из первых российских лётчиков, участник Первой мировой и Гражданской войн, капитан, лётчик-испытатель, кавалер пяти боевых орденов и Георгиевского оружия.

## Биография
Родился 7 ноября 1887 года (по другим данным — 1886 года). Место рождения — село Середа, Серединская волость, Волоколамский уезд, Московская губерния. Образование получил в 1-й Московской гимназии (окончил в 1908 году), один год учился в Московском университете. Продолжил образование в Алексеевском артиллерийском училище, после окончания которого в 1910 году направлен в 17-й сапёрный батальон. Подпоручик. В начале 1912 года направлен на теоретические авиационные курсы в Санкт-Петербургский политехнический институт. Обучение полётам проводил в Севастопольской авиационной школе, экзамен на звание военного лётчика сдал 09.08.1912 года. Службу проходил в 18-м корпусном авиационном отряде.
Участник Первой мировой войны. С первых дней на фронте. За воздушную разведку 19 августа 1914 года награждён Георгиевским оружием. После ранения два месяца служил офицером-инструктором во временной авиашколе в Москве. 29.12.1915 года назначен командиром 18-го корпусного авиаотряда. С 5 сентября 1916 года — в должности помощника начальника Авиационном дивизионе охраны Императорской резиденции. Переведён в 8-й отряд истребителей, где назначен начальником этого авиаотряда. Вновь направлен в дивизион по охране Ставки на должность помощника командира, затем — помощник начальника 4-й боевой авиационной группы. 07.09.1917 года произведён в капитаны.
В январе 1919 года добровольно вступил в ряды РККА — командир 3-го авиационного отряда РККВФ. Назначен инструктором высшего пилотажа в Егорьевскую авиационную школу. Служил в авиационных частях Восточного фронта. В ноябре 1919 года первый раз арестован якобы «за пьянство», обвинялся «в халатности и неоднократном промедлении и в исполнении приказов командующего 3-й армией». После окончания Гражданской войны служил инструктором в различных авиационных школах. С 1924 года работал в обществе «Добролёт». С 21 июня 1927 года — служил помощником начальника 1-й военной школы лётчиков имени А. Ф. Мясникова. С 1931 года занимался аэрофотосъёмкой.
В 1933 году был арестован во второй раз. После проверки из под ареста освобождён и сослан на 3 года в Казань. Прикомандирован лётчиком-инструктором, затем назначен начальником лётного отряда Казанского авиационного института. С сентября 1936 года на Казанском авиазаводе № 124 сначала в транспортном отделе лётчиком, затем — лётчиком-испытателем. Принимал участие в испытательных полётах дальнего бомбардировщика ДБ-А. Арестован органами НКВД в третий раз 23.06.1938 года. «За антисоветскую агитацию и пропаганду» Верховным судом Татарской АССР 19.03.1939 года приговорён к 8 годам ИТЛ. В заключении находился семь лет. После реабилитации 03.03.1955 года получил разрешение вернуться в Москву.
Умер в Москве в 1958 году.

## Награды
- 20.02.1914 г. Орден Святого Станислава 3-й степени
- 02.12.1914 г. Орден Святой Анны 4-й степени с надписью «За храбрость»
- 14.06.1915 г. Орден Святой Анны 3-й степени с мечами и бантом
- 23.10.1915 г. Орден Святого Станислава 2-й степени с мечами
- 25.11.1916 г. Орден Святой Анны 2-й степени с мечами
- 01.06.1915 г. Георгиевское оружие «за то, 19-го августа 1914 года произвёл воздушную разведку под огнем неприятеля в районе Ополе-Ходель-Ключковице-Вржелевец и доставил сведения о группировке резервов противника, что повлияло на успешный ход операции».